# 紅茶館 (歌曲)
《紅茶館》是香港女歌手陳慧嫻於1992年推出的大熱歌曲，收錄於大碟《歸來吧》內。歌曲改編自日本歌手平浩二的《BUS STOP》，由周禮茂填寫改編詞，編曲趙增熹，監製歐丁玉。由於《歸來吧》是陳慧嫻暫別樂壇後短暫回歸而灌錄的大碟，因此已守候多時的歌迷感到非常雀躍，《紅茶館》大熱，流行榜成績亦不俗，取得RTHK冠軍及903亞軍，歌曲並獲得十大中文金曲獎。

## 簡介
《紅茶館》改編自日本歌手平浩二的《BUS STOP》，由葵まさひこ作曲，原日語詞由千家和也填寫，粵語改編版本由周禮茂填詞。此外，這首歌推出時候，她已與著名監製歐丁玉分手。這亦是陳慧嫻於美國短暫回港推出的第二首歌曲，是1992年的主打歌曲。歌曲旋律偏慢而略帶悲傷，歌詞講述在紅茶館內的戀人都在兩份飲一杯紅茶。而其中最令人引象深刻的是歌曲中段的獨白：
|  | 你喺度諗緊咩呀？ 諗緊你女朋友哩！ 你冇女朋友？梗係唔信啦！... 冇理由㗎！你幾好呀！ 點會冇人鍾意你喎？ 或者有你唔知啫！ |

由於陳慧嫻至今依然單身，因此不少歌迷都為她感到可惜，並以這段獨白作附會。

## 獎項
- 1992年度十大勁歌金曲頒獎禮 - 第二季入選歌曲
- 1992年度十大中文金曲頒獎禮 - 十大金曲獎

## 流行榜成績
| 叱咤903 | RTHK龍虎榜 | TVB勁歌金榜 |
| ------- | ---------- | ----------- |
| 2       | 1          | 1           |

## 其他版本
此曲翻唱版本不多，例有2018年，香港女歌手王灝兒（JW）曾在第四十屆十大中文金曲頒獎音樂會上翻唱此曲。 2020年，香港女歌手糖妹於無綫電視音樂節目《流行經典50年》（2020）第33集中翻唱此曲。
1994年，曾志偉及林敏驄曾改編並惡搞此曲，改編曲名為〈紅茶館唔見咗兩打碗之大球場鬧你都無用LIVE MIX (噪音無乜分貝)〉，收錄於二人之合輯《順德人民冇有綫衛星廣播電台》，由華納唱片發行。